# 佐伯區役所前站

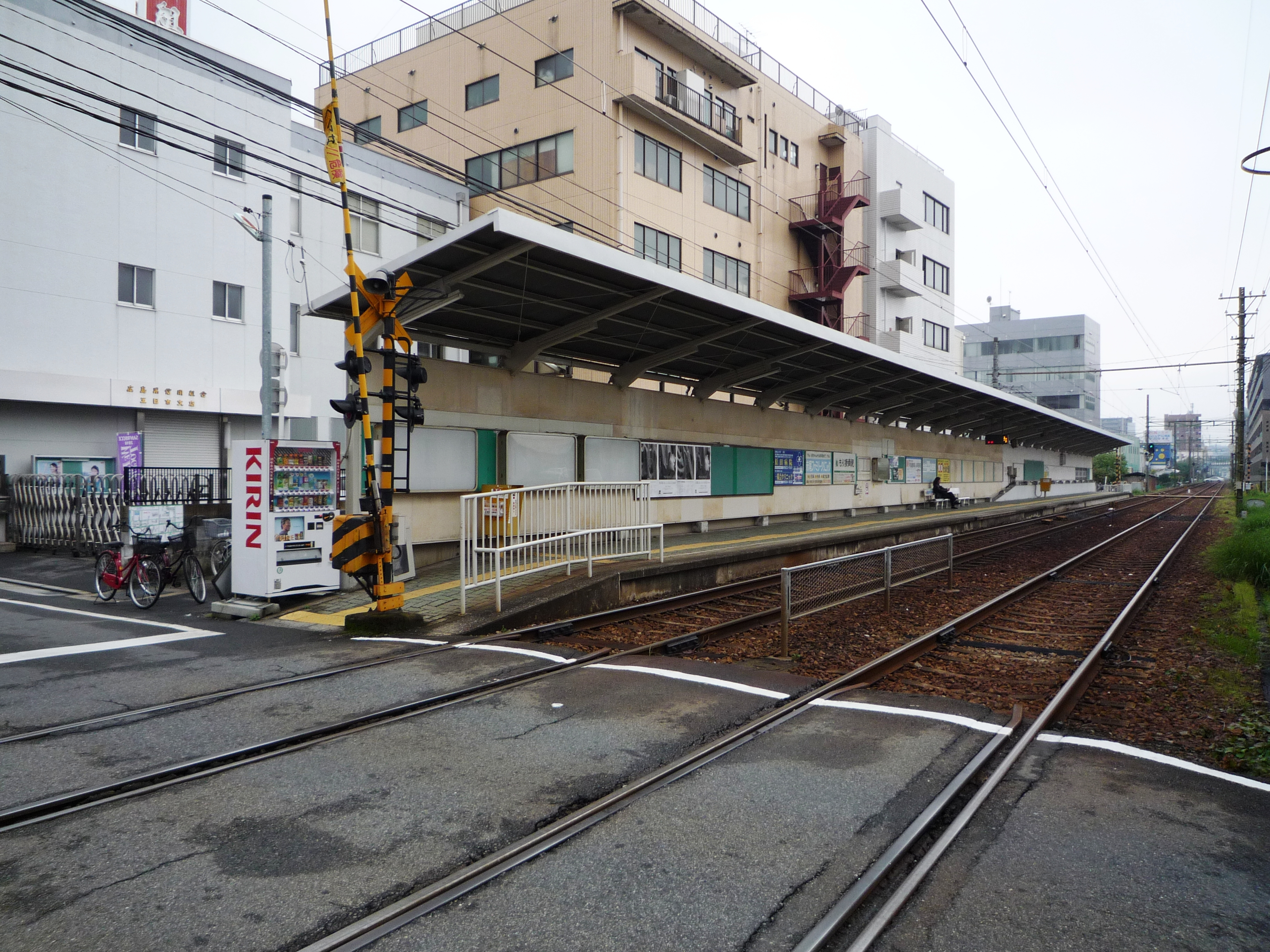
往宮島口方向的月台（2010年11月）

佐伯區役所前站（日语：／ Saeki-kuyakusho-mae eki */?）（也可譯作「佐伯區公所前站」）是位於廣島縣廣島市佐伯區海老園，屬於廣島電鐵的宮島線車站。車站編號為M29。

## 歷史
佐伯郡五日市町在1985年（昭和60年）編入至廣島市，成為廣島市佐伯區。在區成立2年後，此站啟用。同年把廣電五日市站遷移，使廣電五日市站至樂樂園站之間能建設此站。此站是廣島市要求建設的請願站，因此車站建設費用全費由廣島市負擔。
- 1987年（昭和62年）3月27日 - 宮島線廣電五日市至樂樂園之間開設此站[5]。

## 車站構造
此站是地面車站，設有2面2線的相對式月台（千鳥式月台）。從路線起點望向此站的左邊為廣電宮島口站方向的下行月台，右邊為廣電西廣島站方向的上行月台，兩月台之間設有道路平交道。
上行月台靠近廣電西廣島一方設有高地台月台，當時由於在宮島線內，因此設有高地台鐵路車輛行走。

## 使用狀況
以下數據取自《廣島市統計書》資料。1日平均乘車人次數據是來自該年度的總乘車人次除以當年的日數，再取至小數點後1位。當話廣島電鐵的數據中是以每1,000人為單位，因此每年都會有500人的誤差。即1日平起有1.4人次的誤差。
| 年度               | 1日平均 乘車人次 | 1年總 乘車人次 | 1年總使用 定期票人次 | 1年總使用 非定期票人次 | 參考資料        |
| ------------------ | ---------------- | -------------- | -------------------- | ---------------------- | --------------- |
| 1998年（平成10年） | 1,364.4          | 498,000        | 93,000               | 405,000                | [ 7 ]           |
| 1999年（平成11年） | 1,480.9          | 542,000        | 93,000               | 449,000                | [ 7 ]           |
| 2000年（平成12年） | 1,452.1          | 530,000        | 94,000               | 436,000                | [ 7 ]           |
| 2001年（平成13年） | 1,386.3          | 506,000        | 82,000               | 424,000                | [ 使用狀況 1 ]  |
| 2002年（平成14年） | 1,342.5          | 490,000        | 78,000               | 412,000                | [ 使用狀況 2 ]  |
| 2003年（平成15年） | 1,314.2          | 481,000        | 73,000               | 408,000                | [ 使用狀況 3 ]  |
| 2004年（平成16年） | 1,189.0          | 434,000        | 67,000               | 367,000                | [ 使用狀況 4 ]  |
| 2005年（平成17年） | 1,243.8          | 454,000        | 71,000               | 383,000                | [ 使用狀況 5 ]  |
| 2006年（平成18年） | 1,238.4          | 452,000        | 73,000               | 379,000                | [ 使用狀況 6 ]  |
| 2007年（平成19年） | 1,254.1          | 459,000        | 79,000               | 380,000                | [ 使用狀況 7 ]  |
| 2008年（平成20年） | 1,246.7          | 455,000        | 82,000               | 373,000                | [ 使用狀況 8 ]  |
| 2009年（平成21年） | 1,202.7          | 439,000        | 83,000               | 356,000                | [ 使用狀況 9 ]  |
| 2010年（平成22年） | 1,219.2          | 445,000        | 83,000               | 362,000                | [ 使用狀況 10 ] |
| 2011年（平成23年） | 1,226.8          | 449,000        | 78,000               | 371,000                | [ 使用狀況 11 ] |
| 2012年（平成24年） | 1,227.4          | 448,000        | 75,000               | 373,000                | [ 使用狀況 12 ] |
| 2013年（平成25年） | 1,241.1          | 453,000        | 76,000               | 377,000                | [ 使用狀況 13 ] |
| 2014年（平成26年） | 1,243.8          | 454,000        | 80,000               | 374,000                | [ 使用狀況 14 ] |
| 2015年（平成27年） | 1,268.6          | 464,000        | 79,000               | 386,000                | [ 使用狀況 15 ] |
| 2016年（平成28年） | 1,331.5          | 486,000        | 87,000               | 398,000                | [ 使用狀況 16 ] |
| 2017年（平成29年） | 1,320.5          | 482,000        | 95,000               | 387,000                | [ 使用狀況 17 ] |

## 車站周邊
佐伯區公所位於車站南邊，步行2分鐘即可到達。
- 五日市郵局
- Spark 五日市店
- 吉野家2號線五日市店

## 相鄰車站
廣島電鐵
■宮島線
廣電五日市（M28）－佐伯區役所前（M29）－樂樂園（M30）

## 注腳

### 使用狀況
1. ↑  《廣島市統計書》平成14年版
2. ↑  《廣島市統計書》平成15年版
3. ↑  《廣島市統計書》平成16年版
4. ↑  《廣島市統計書》平成17年版
5. ↑  《廣島市統計書》平成18年版
6. ↑  《廣島市統計書》平成19年版
7. ↑  《廣島市統計書》平成20年版
8. ↑  《廣島市統計書》平成21年版
9. ↑  《廣島市統計書》平成22年版
10. ↑  《廣島市統計書》平成23年版
11. ↑  《廣島市統計書》平成24年版
12. ↑  《廣島市統計書》平成25年版
13. ↑  《廣島市統計書》平成26年版
14. ↑  《廣島市統計書》平成27年版
15. ↑  《廣島市統計書》平成28年版
16. ↑  《廣島市統計書》平成29年版
17. ↑  《廣島市統計書》平成30年版

## 外部連結
- 佐伯區役所前 | 電車情報：電停指南 （页面存档备份，存于）（日語） - 廣島電鐵